# Championnat de Colombie de football 1954
Navigation
Saison précédente Saison suivante
La saison 1954 du Championnat de Colombie de football est la septième édition du championnat de première division professionnelle en Colombie. Les dix meilleures équipes du pays sont regroupées au sein d'une poule unique, où elles s'affrontent deux fois, à domicile et à l'extérieur. À l'issue de la compétition, il n'y a pas ni promotion, ni relégation.
C'est le club de l'Atlético Nacional qui remporte la compétition, après avoir terminé en tête du classement final, avec six points d'avance sur le Deportes Quindio et sept sur l'Independiente Medellin. C'est le tout premier titre de champion de l'histoire du club.
Cinq équipes déclarent forfait avant le début de la saison : l'Atlético Bucaramanga, le Cucuta Deportivo, le Deportivo Pereira, l'Atlético Junior et le Sporting de Barranquilla. Au contraire, trois formations reviennent parmi l'élite : l'Atlético Manizales, l'América de Cali et l'Independiente Medellin. De plus, à cause de la crise en Colombie, plusieurs rencontres n'ont jamais été disputées et d'autres ont vu certaines équipes déclarer forfait (et avoir le match perdu sur tapis vert 1-0).

## Les clubs participants
| - Independiente Santa Fe - Independiente Medellin - CD Los Millonarios - Boca Juniors de Cali - Unión Magdalena | - Atlético Nacional - Deportivo Cali - América de Cali - Atlético Manizales - Deportes Quindio |

## Compétition
Le barème utilisé pour établir le classement est le suivant :
- Victoire : 2 points
- Match nul : 1 point
- Défaite : 0 point

### Classement
| Rang | Équipe                 | Pts | J  | G  | N | P  | Bp | Bc | Diff |
| ---- | ---------------------- | --- | -- | -- | - | -- | -- | -- | ---- |
| 1    | Atlético Nacional      | 31  | 18 | 14 | 3 | 1  | 58 | 26 | +32  |
| 2    | Deportes Quindío       | 25  | 18 | 11 | 3 | 4  | 56 | 27 | +29  |
| 3    | Independiente Medellín | 24  | 18 | 11 | 2 | 5  | 48 | 24 | +24  |
| 4    | Atlético Manizales     | 20  | 18 | 8  | 4 | 6  | 31 | 34 | -3   |
| 5    | CD Los MillonariosT    | 18  | 17 | 7  | 4 | 6  | 31 | 28 | +3   |
| 6    | Boca Juniors de Cali   | 15  | 16 | 6  | 3 | 7  | 32 | 32 | 0    |
| 7    | América de Cali        | 15  | 18 | 4  | 7 | 7  | 33 | 47 | -14  |
| 8    | Unión Magdalena        | 12  | 17 | 5  | 2 | 10 | 20 | 36 | -16  |
| 9    | Deportivo Cali         | 7   | 17 | 2  | 3 | 12 | 24 | 44 | -20  |
| 10   | Independiente Santa Fe | 5   | 15 | 1  | 3 | 11 | 16 | 51 | -35  |

|  | Champion de Colombie 1954 |
|  | T: Tenant du titre        |

### Matchs
| Résultats (▼dom., ►ext.) | AME | BJC | CAL | MAG | MAN | MED | MIL | NAL | QUI | SFE |
| América de Cali          |     | 1-5 | 2-1 | 4-2 | 1-1 | 1-1 | 2-2 | 2-6 | 2-2 | 6-1 |
| Boca Juniors de Cali     | 4-1 |     | 2-2 | 1-0 | 0-2 | 1-4 | 2-2 | 2-2 | 2-4 |     |
| Deportivo Cali           | 3-3 | 0-2 |     | 1-0 | 2-1 | 0-1 | 1-3 | 3-4 | 1-3 | 2-1 |
| Unión Magdalena          | 1-0 | 4-2 | 3-0 |     | 1-2 | 1-0 | 0-1 | 0-1 | 1-4 | 2-2 |
| Atlético Manizales       | 0-0 | 0-4 | 5-2 | 1-0 |     | 2-5 | 2-0 | 2-5 | 2-2 | 2-2 |
| Independiente Medellín   | 6-1 | 3-1 | 4-2 | 1-0 | 6-1 |     | 0-2 | 2-2 | 5-4 | 6-0 |
| CD Los Millonarios       | 1-2 | 1-0 | 2-2 |     | 2-4 | 2-1 |     | 1-1 | 3-5 | 6-0 |
| Atlético Nacional        | 5-2 | 3-4 | 2-1 | 8-1 | 2-1 | 1-0 | 3-2 |     | 1-0 | 2-0 |
| Deportes Quindío         | 3-3 | 3-0 | 5-2 | 6-0 | 0-1 | 2-1 | 3-0 | 1-2 |     | 3-1 |
| Independiente Santa Fe   | 3-0 |     |     | 3-3 | 0-2 | 1-2 | 0-1 | 2-8 | 0-6 |     |

## Bilan de la saison
| Championnat de Colombie de football 1954 |                               |
| Champion                                 | Atlético Nacional (1er titre) |
| Promotions et relégations                |                               |
| Promus en Primera A                      | Aucun                         |
| Relégués en Primera B                    | Aucun                         |